# Centrocephalus viridis
Centrocephalus viridis är en insektsart som beskrevs av Brongniart 1897. Centrocephalus viridis ingår i släktet Centrocephalus och familjen vårtbitare. Inga underarter finns listade i Catalogue of Life.